# John Boyega

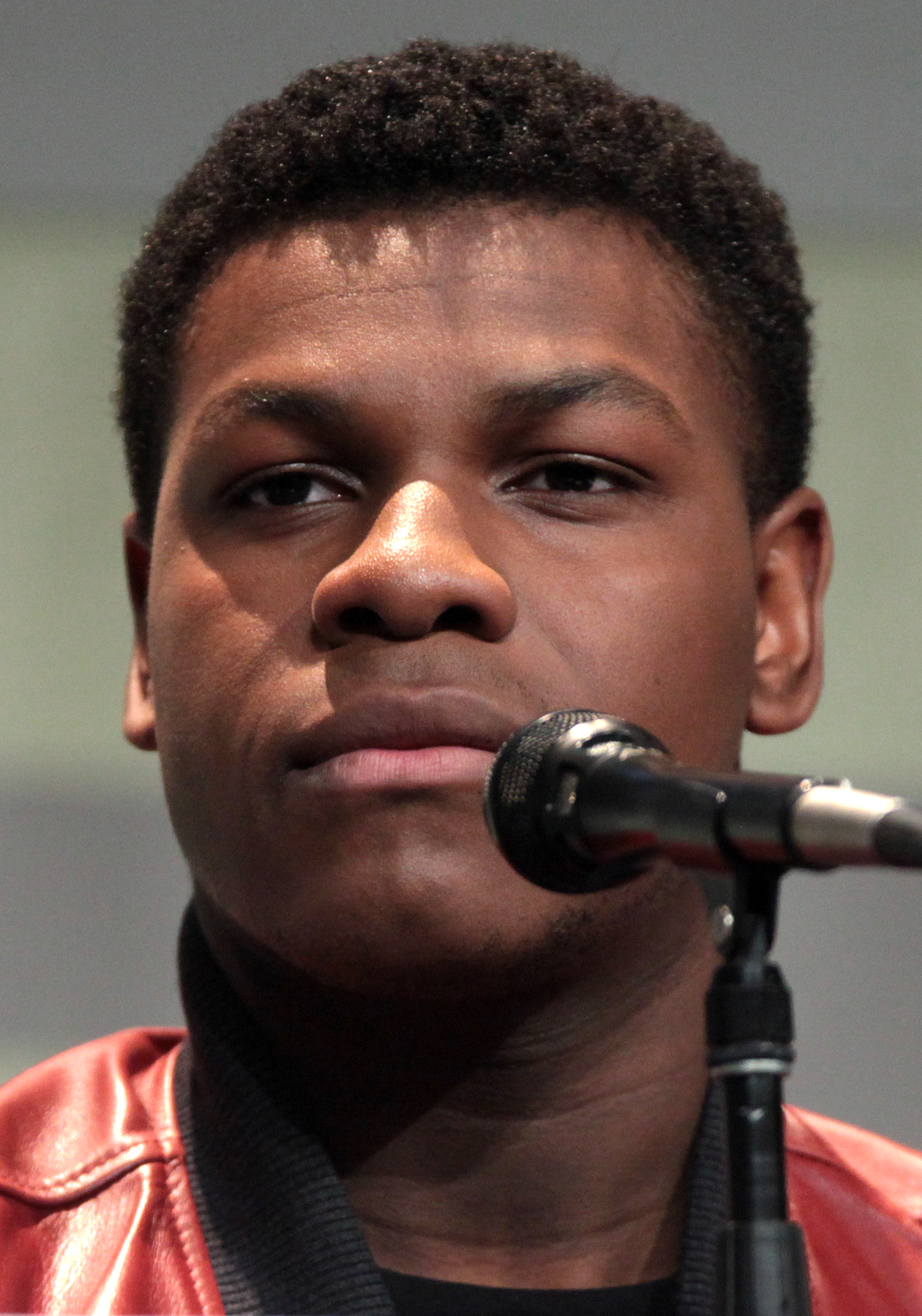
John Boyega, 2015

John Boyega (* 17. März 1992 als John Adedayo Bamidele Adegboyega in London, England) ist ein britischer Film- und Theaterschauspieler und Filmproduzent.

## Leben
Boyega, Sohn nigerianischer Eltern, trat bereits im Alter von fünf Jahren im Kindertheater auf und absolvierte später eine Schauspielausbildung am South Thames College, wo er ebenfalls in verschiedenen Theaterstücken auftrat. Er trat in Inszenierungen des Royal National Theatre und des Tricycle Theater auf.
Bereits in seinem Debütfilm, der mehrfach preisgekrönten Science-Fiction-Actionkomödie Attack the Block, übernahm er die Hauptrolle des Teenagers Moses. Im Jahr 2012 spielte er die Hauptrolle im Boxfilm Da Brick unter der Regie von Spike Lee. Eine größere Nebenrolle spielt er im Jahr 2014 in der Miniserie 24: Live Another Day. Am 29. April 2014 wurde bekanntgegeben, dass er die Rolle des Finn in Star Wars: Das Erwachen der Macht übernehmen wird.
Am 29. Juni 2016 wurde bekannt, dass Boyega als eine von 683 Persönlichkeiten von der Academy of Motion Picture Arts and Sciences als Neumitglied eingeladen wurde. Im gleichen Jahr wurde Boyega im Rahmen der Filmfestspiele von Cannes mit der Trophée Chopard ausgezeichnet.
2021 gewann er für seine Mitwirkung in dem Fernsehfilm Red, White and Blue der Reihe Small Axe einen Golden Globe Award. In dem Filmdrama The Woman King von Gina Prince-Bythewood, das im September 2022 beim Toronto International Film Festival seine Premiere feiern soll, spielt Boyega in der Titelrolle das Oberhaupt des Königreichs Dahomey. Eine Hauptrolle erhielt er in der Mystery-Science-Fiction-Komödie They Cloned Tyrone von Juel Taylor, in der er ebenfalls in der Titelrolle einen Drogendealer spielt.
Seit Star Wars: Das Erwachen der Macht (2015) wird John Boyega in deutschen Synchronfassungen von Stefan Günther synchronisiert. In Attack the Block (2011) wurde er von Jesco Wirthgen synchronisiert.

## Filmografie
- 2011: Attack the Block
- 2011: Becoming Human (Webserie, Episoden 1x01–1x04)
- 2011: Law & Order: UK (Fernsehserie, Episode 6x01)
- 2011: Junkhearts
- 2011: Da Brick (Fernsehfilm)
- 2012: My Murder (Fernsehfilm)
- 2013: Half of a Yellow Sun
- 2013: The Whale (Fernsehfilm)
- 2014: Imperial Dreams
- 2014: 24: Live Another Day (Miniserie, 4 Episoden)
- 2015: Star Wars: Das Erwachen der Macht (Star Wars: The Force Awakens)
- 2017–2018: Star Wars: Die Mächte des Schicksals (Star Wars Forces of Destiny, Zeichentrickserie, 2 Episoden)
- 2017: The Circle
- 2017: Detroit
- 2017: Star Wars: Die letzten Jedi (Star Wars: The Last Jedi)
- 2018: Pacific Rim: Uprising
- 2018: Unten am Fluss (Watership Down, Animationsserie, 4 Episoden, Stimme)
- 2019: Star Wars: Der Aufstieg Skywalkers (Star Wars: The Rise of Skywalker)
- 2020: Small Axe – Red, White and Blue (Filmreihe)
- 2021: Naked Singularity
- 2022: 892
- 2022: The Woman King
- 2023: They Cloned Tyrone

## Videospiele
- 2017: Star Wars: Battlefront II (Stimme von Finn)

## Auszeichnungen (Auswahl)
British Independent Film Award
- 2011: Nominierung als bester Nachwuchsschauspieler für Attack the Block

Black Reel Award
- 2012: Auszeichnung als bester Schauspieler für Attack the Block
- 2012: Nominierung als Nachwuchsschauspieler für Attack the Block

New York Film Academy Awards
- 2012: Nominierung als bester Schauspieler für Attack the Block

British Academy Film Awards
- 2016: Auszeichnung mit dem Rising Star Award als bester Nachwuchsdarsteller

Kids’ Choice Awards
- 2016: Nominierung als beliebtester Filmschauspieler für den Blimp Award (Star Wars: Das Erwachen der Macht)

Filmfestspiele von Cannes
- 2016: Auszeichnung mit der Chopard Trophy

Screen Nation Awards
- 2016: Auszeichnung mit dem Screen Nation Film and Television Award als bester Filmschauspieler (Star Wars: Das Erwachen der Macht)

MTV Movie Awards
- 2016: Nominierung als bester Nachwuchsdarsteller (Star Wars: Das Erwachen der Macht)
- 2016: Nominierung als bester Schauspieler (Star Wars: Das Erwachen der Macht)

Golden Globe Award
- 2021: Auszeichnung als Bester Nebendarsteller – Serie, Miniserie oder Fernsehfilm für Small Axe